# Huanghuatan, Shanxi
Huanghuatan är en sockenhuvudort i Kina. Den ligger i provinsen Shanxi, i den norra delen av landet, omkring 230 kilometer nordost om provinshuvudstaden Taiyuan. Antalet invånare är 10 260. Befolkningen består av 4 722 kvinnor och 5 538 män. Barn under 15 år utgör 15,0 %, vuxna 15-64 år 77 %, och äldre över 65 år 6,0 %.
Runt Huanghuatan är det ganska tätbefolkat, med 172 invånare per kvadratkilometer. Närmaste större samhälle är Caicun, 19,3 km nordväst om Huanghuatan. Trakten runt Huanghuatan består i huvudsak av gräsmarker.
Genomsnittlig årsnederbörd är 679 millimeter. Den regnigaste månaden är juli, med i genomsnitt 165 mm nederbörd, och den torraste är januari, med 4 mm nederbörd.